# 基督教復興教會

### 簡介
基督教復興教會自1969年在香港建立。創辦人包德寧（Dennis Balcombe）牧師是一位美國人，24歳時回應上帝給他對中國人傳福音的呼召，蒙美國屋崙示羅教會差派來港。承接及發揚五旬節運動及春雨大復興（The Latter Rain Movement）的精神，包牧師深信新的復興正在開始，上帝將會補還四方面的真理，包括合一、聖靈恩賜、敬拜讚美和世界宣教，直到主再來。包牧師來港後不久便掌握了中文，教會人數日漸增長，向中國大陸傳福音的心志亦復增加。直到1978年中國對外門戶開放，包德寧牧師是第一位進入中國內地的外籍傳教士。2005年，劉志山牧師接手成為葵芳基督教復興教會的主任牧師，與劉沙崙牧師、梁宇生牧師，和堂議會的長老一同領導教會。  

### 末世論
復興教會相信災後被提（Post-Tribulation Rapture）的末世論。此論派在初期教會到1830年約翰·納爾遜·達秘提出災後被提的末世論前一直是普遍教會的主流末世論，認為教會將在敵基督的三年半大災難後耶穌回來時才被提，也反對耶穌分兩個階段回來的說法，認為這說法沒有聖經根據，因為聖經明顯記載信徒第一次復活乃是在大災難之後才發生，而被提與第一次復活是同時發生。所以被提也是理應在大災後才發生。不論是但以理書（但11:31-25）、啓示錄（啟6:9-11；7:9-14；13:5-10；15:2-3）和耶穌的預言（太24:9-14，21-22，29-31）都清楚提及信徒會面對敵基督的大逼迫與很多人會為主殉道。同時，復興教會亦不排除災後烈碗（上帝終極的烈怒，啟11:15-18）前被提論（Pre-Wrath Ratpure），耶穌再來、被提和第七位天使吹號同時發生。復興教會相信基督徒會面對逼迫和災難，但同時教會在那個時間會有大復興，基督徒無論會否先被提，也會免受七碗的痛苦。
復興教會在香港有三間堂會 （页面存档备份，存于），分別是葵芳基督教復興教會 （页面存档备份，存于）、大埔基督教復興教會埔恩堂 （页面存档备份，存于）及將軍澳復基督教興教會真奧堂 （页面存档备份，存于）；在海外，台灣高雄、日本大阪、黎巴嫩安傑爾、法國巴黎、英國威爾斯亦有設立分堂。  
1. ↑  Archer, Gleason Leonard. . Zondervan. 1996. ISBN 978-0-310-21298-0 （英语）.